# Wólka (powiat płocki)
Wólka – wieś sołecka w Polsce położona w województwie mazowieckim, w powiecie płockim, w gminie Radzanowo.
| SIMC    | Nazwa       | Rodzaj    |
| ------- | ----------- | --------- |
| 0574043 | Nowa Wólka  | część wsi |
| 0574050 | Stara Wólka | część wsi |

W latach 1975–1998 miejscowość należała administracyjnie do województwa płockiego.